# Syringotrema calobi
Syringotrema calobi är en mossdjursart som beskrevs av Jean-Loup d'Hondt och Gordon 1999. Syringotrema calobi ingår i släktet Syringotrema och familjen Cellariidae. Inga underarter finns listade i Catalogue of Life.